# Đánh nhau
Đánh nhau hay đánh lộn hay chiến đấu là hành động dẫn tới xung đột của ít nhất hai đối tượng (đánh tay đôi), hoặc nhiều đối tượng với nhau mà sự việc này không được giải quyết bằng cách thương lượng một cách hòa nhã. Hành động này có thể được tính toán trước hoặc không tính toán trước. Nó dẫn tới việc bị thương cho một, cả hai, hoặc nhiều người. Trường hợp nhẹ thì chỉ gây tổn thương ngoài da, mạnh thì cấp cứu, nghiêm trọng hơn có thể dẫn đến tử vong.

## Hình thức đánh nhau

### Đánh tay đôi
Đánh tay đôi, hay đánh solo, hay còn được gọi là "bặc co". Đây là hình thức đánh "fairplay" giữa hai người. Hình thức đánh này là công bằng, có thể được những người bên ngoài xem làm chứng hoặc khích bác. Một số trường hợp giải quyết mâu thuẫn sẽ có người trung gian làm vai trò trọng tài và hai bên cam kết giải quyết dứt điểm hằn thù. Tuy nhiên, một số trường hợp đánh tay đôi chỉ là khởi đầu của đánh hội đồng hoặc băng nhóm.

### Đánh hội đồng
Đánh hội đồng là hình thức đánh người dựa vào số đông. Một bên sẽ tập hợp đông thành viên để đánh một người. Hành động này thường xảy ra bất ngờ khiến người bị đánh không kịp phòng bị. Do đó, hình thức đánh này là không công bằng. Hành động đánh này liên quan một người không đủ sức đánh tay đôi, hoặc vì lý do cá nhân phải tránh ra mặt mà chỉ điểm cho băng nhóm đi đánh thay. Ngoài ra, đánh hội đồng cũng là trường hợp một người nhiều kẻ thù bị tấn công bởi nhiều người sau khi những người này có giao kèo cùng đánh.

### Đánh băng nhóm
Đánh băng nhóm là hình thức đánh nhau của hai hay nhiều nhóm. Đánh băng nhóm thường xảy ra ở lứa tuổi học sinh. Đánh băng nhóm cũng có thể xuất phát từ một lý do lớn và thực tế hơn tranh chấp thông thường, đó là tranh chấp làm ăn, dẫn đến việc giành giật địa bàn.

### Hỗn chiến
Hỗn chiến thường thấy trong các chương trình đô vật của Mỹ. Hơn chục võ sĩ bước lên võ đài cùng đánh loạn xạ, có thể là hỗn chiến theo đội nhưng cũng có hình thức hỗn chiến tự do, ai là người cuối cùng còn đứng vững sẽ chiến thắng. Vào tháng 7 năm 2007, từng diễn ra cuộc hỗn chiến với tổng cộng 20 đô vật tại show SmackDown của WWE tranh ngôi vô địch.

### Đánh thay phiên
Đánh thay phiên hay đánh tiếp sức thường thấy trong đô vật. Hai võ sĩ thuộc hai đội sẽ đấu với nhau, nếu đuối sức chỉ cần lao ra cạnh võ đài đánh tay với đồng đội thì võ sĩ đó sẽ leo vào võ đài. Người võ sĩ đang thấm mệt có thể leo ra ngoài võ đài.

### Đánh hôi
Đánh hôi là hình thức đánh "bẩn thỉu" thường xảy ra khi một người đánh nhau với người khác trong tình trạng thất thế, một kẻ thứ ba sẽ tham gia đánh người đang thất thế. Kiểu đánh này là kiểu đánh được xem là không đàng hoàng của kẻ nhào vào trận đánh để đánh người mình ghét.

## Loại hình đánh nhau

### Ẩu đả dân sự

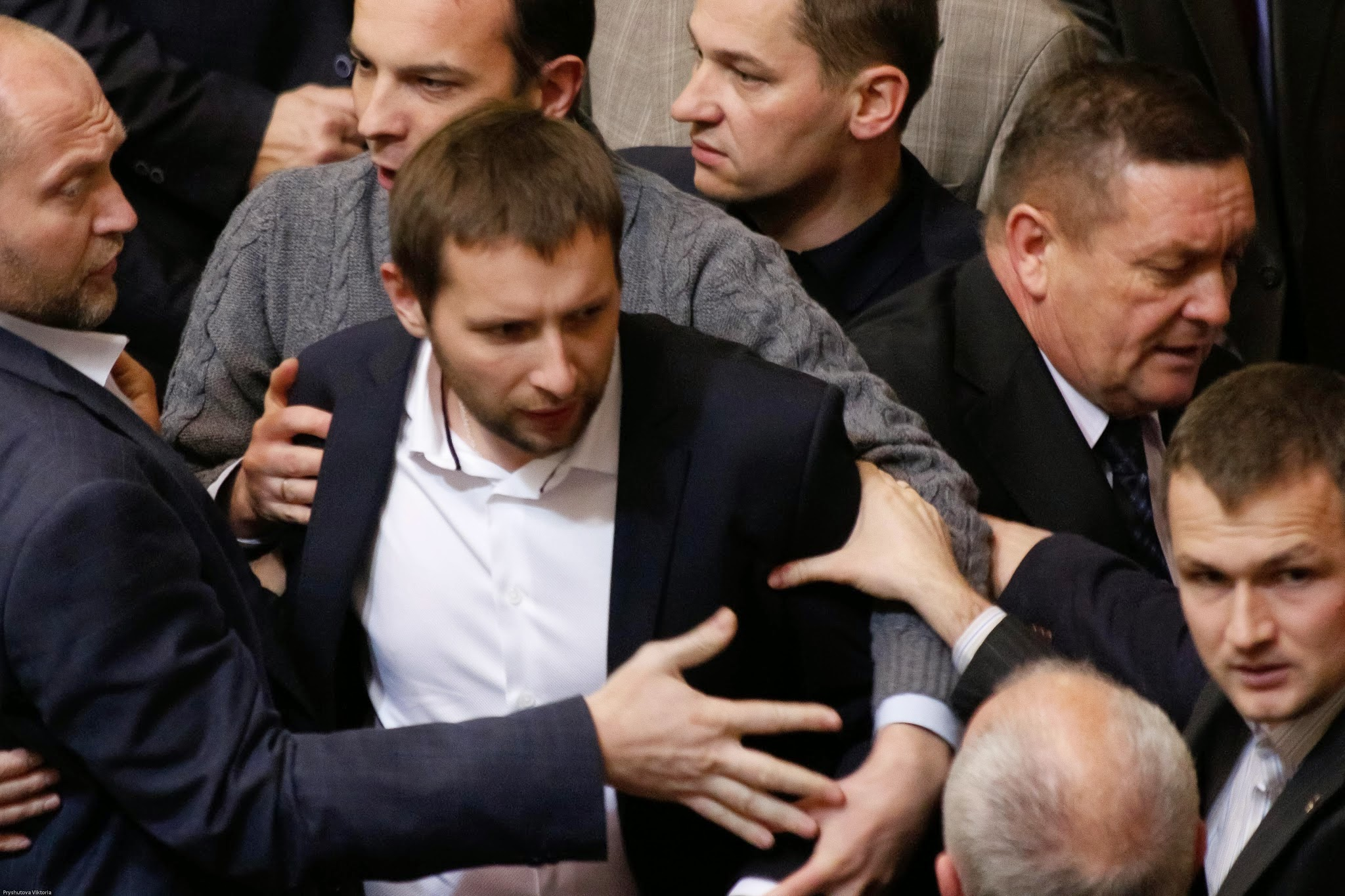
Ẩu đả tại Quốc hội Ukraine năm 2014

Đánh nhau trong đời sống hàng ngày khá phổ biến. Các mâu thuẫn trong xã hội dân sự rất đa dạng, khi mâu thuẫn không thể giải quyết theo cách thông thường thì các bên sẽ đánh nhau. Các vụ ẩu đả gần như không có giới hạn độ tuổi hay giới tính. Đánh nhau không được can ngăn hay ngăn chặn kịp thời bởi cảnh sát có thể dẫn đến tử vong.
Đánh nhau có thể diễn ra ở cơ quan quyền lực cao trong xã hội, chẳng hạn các cuộc đánh nhau giữa các nghị sĩ trong nghị viện.
Ẩu đả lẫn nhau cũng bao gồm các cuộc biểu tình bạo lực, cảnh sát được huy động để đàn áp người biểu tình và các nhóm quá khích đã dùng gạch đá, thậm chí tay không để đánh nhau với cảnh sát.

### Thể thao và võ thuật

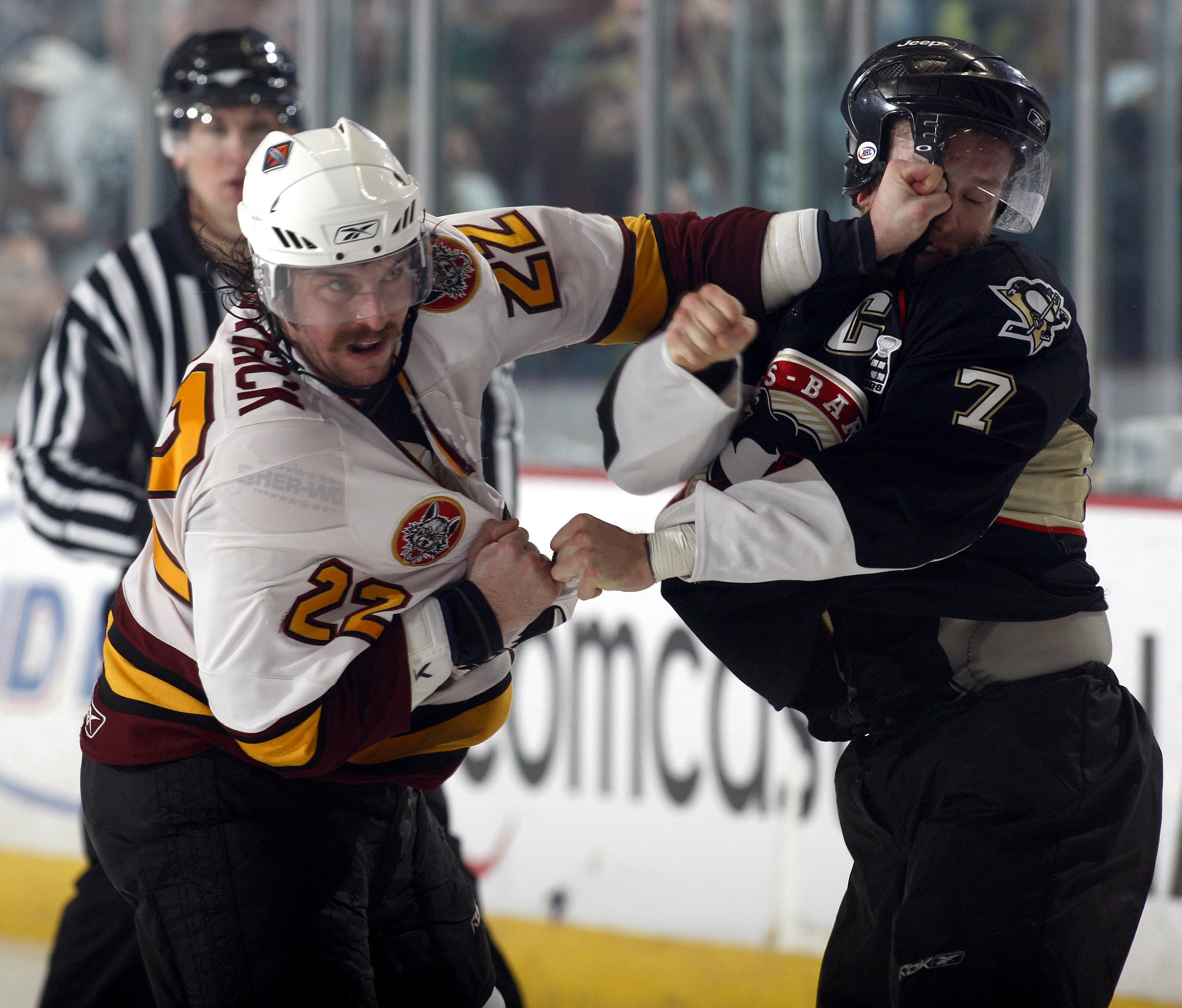

Đánh nhau trong thể thao thường được gọi là thi đấu và phải tuân theo luật. Các cuộc thi thường diễn ra vào các kỳ đại hội thể thao. Các cuộc thi đánh tự do hay quyền Anh đã xảy ra các trường hợp tức giận và hai đối thủ lao vào nhau mà không theo nguyên tắc thi đấu. Một số trường hợp đánh nhau quy mô hơn vượt ra ngoài nguyên tắc và tinh thần thể thao là việc các cổ động viên quá khích tấn công một cầu thủ hay trọng tài do bất mãn. Nghiêm trọng hơn là các vụ ẩu đả có sự tham gia của hàng nghìn cổ động viên trong sân vận động. Hậu quả nổi tiếng của đánh nhau thông thường dẫn đến chiến tranh là cuộc Chiến tranh Bóng đá.
Đối với võ thuật, hình thức một người đánh nhiều người thường là biểu diễn võ thuật. Ngoài ra, một người đánh nhiều người có thể thấy trên phim ảnh. Lý Tiểu Long, người tiên phong trong lĩnh vực phim võ thuật đã đưa hình ảnh Trần Chân đại náo võ đường Nhật Bản lên màn ảnh cinema. Hình ảnh này đã trở thành kinh điển trong võ thuật một chống nhiều người. Tuy nhiên, ngoài thực tế thường không dễ dàng.
Các môn thể thao chiến đấu đa dạng, như đấu vật; đấu vật dân gian: Sumo,...; Quyền Anh. Võ thuật gồm nhiều loại: Karate, Túy quyền,...Ngoài các môn thể thao và võ thuật giao đấu, các môn thể thao khác cũng xảy ra xung đột và đánh nhau, như khúc côn cầu, môn thể thao phổ biến ở Bắc Mỹ.

### Cận chiến trong quân sự
Đây là hình thức đánh nhau phổ biến xuyên suốt lịch sử trước khi có sự ứng dụng của súng đạn. Các cuộc chiến tranh trước thời thuốc súng thường là hình thức cận chiến giữa các chiến binh. Hai hay nhiều hơn các chiến binh, bao gồm một đội hay một đơn vị lớn sẽ đánh nhau với quân đối phương. Tuy nhiên, cận chiến trong chiến tranh luôn có trang bị, không cần tuân thủ bất kỳ luật lệ nào và việc đánh nhau là chết chóc. Đối thủ phải bị giết ngay cả khi người chiến binh rơi vào tình huống hy hữu là đánh rơi hay làm mất vũ khí. Một số trận cận chiến giữa các người lính chiến trên chiến trường có thể chỉ bằng dao găm hoặc trong một số trường hợp là tay không. Đến khi súng đạn được sử dụng phổ biến, việc giết chóc trên chiến trường đã ít khả năng cận chiến. Các chiến binh sẽ bị giết từ khoảng cách xa hơn. Các trận tấn công banzai với lưỡi lê của các đơn vị lính Nhật trong tình trạng hết đạn trong Thế chiến II là minh chứng cho cận chiến tay không hay vũ khí thô sơ gần như không có hiệu quả.

### Đánh nhau trong trò chơi

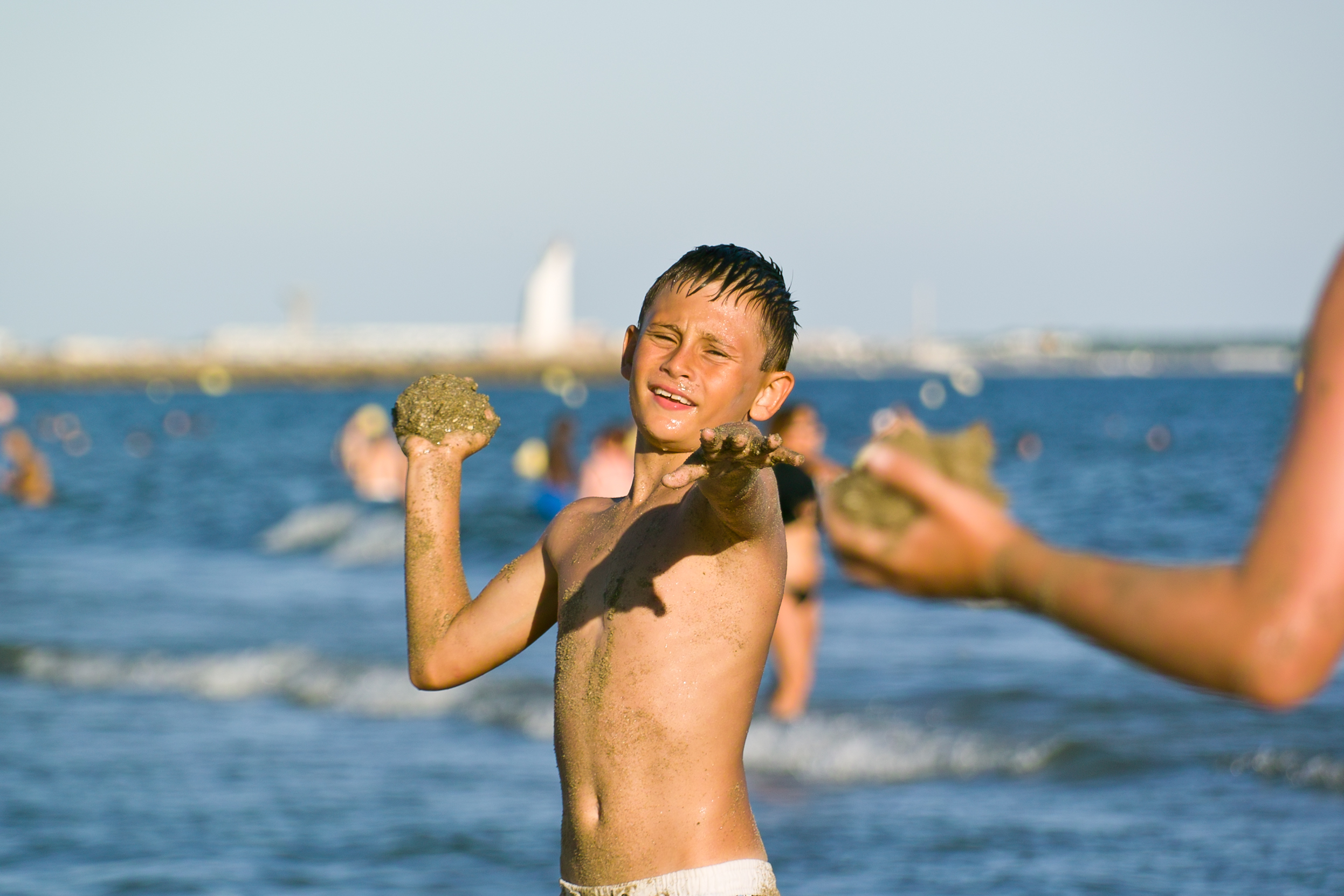
Trẻ con chơi ném sình

Đánh nhau trong loại hình trò chơi là kiểu đánh nhau vô hại. Loại hình này không gây thương tổn tinh thần và thể chất, ngoại trừ sơ suất mất kiểm soát. Các trò chơi rất đa dạng tùy theo từng nền văn hóa: trò chơi đập gối (chả hạn Pillow fight flash mob), ném tuyết, đánh trận giả,...Trong lịch sử Việt Nam, Đinh Bộ Lĩnh được biết đến ngay từ lúc nhỏ hay cùng bạn bè chơi trò chơi đánh trận giả. Lễ hội truyền thống Cố đô Hoa Lư ở Ninh Bình có một hội tiết là "Tập trận cờ lau".